# Coenosia canadensis
Coenosia canadensis är en tvåvingeart som beskrevs av Charles Howard Curran 1933. Coenosia canadensis ingår i släktet Coenosia och familjen husflugor. Inga underarter finns listade i Catalogue of Life.